# Sherzod Xudoyberdiyev
Sherzod Xudoyberdiyev – uzbecki zapaśnik walczący w stylu klasycznym. Brązowy medal na mistrzostwach Azji w 1996 roku.